# بوخکیرشن
بوخکیرشن (به آلمانی: Buchkirchen) یک منطقهٔ مسکونی در اتریش است که در ناحیه ولس لند واقع شده‌است. بوخکیرشن ۳۲ کیلومتر مربع مساحت دارد ۳۴۶ متر بالاتر از سطح دریا واقع شده‌است.